# Kamila Rosenbaumová
Kamila Emma Rosenbaumová, auch Karla Ronova (geboren am 28. August 1908 in Wien; gestorben am 26. Juli 1988 in Prag), war eine tschechoslowakische Tänzerin und Choreographin.

## Leben
Über Kamila Rosenbaumovás Leben ist nur wenig bekannt. Sie hatte als Tänzerin gearbeitet und wurde nach der Zerschlagung der Rest-Tschechei (März 1939) von der deutschen Besatzungsmacht während des Zweiten Weltkriegs aufgrund ihres jüdischen Glaubens verhaftet. Am 22. Februar 1942 deportierte man sie von Kladno mit dem Transport Y ins KZ Theresienstadt. Dort kümmerte sie sich liebevoll, wie sich eine Mitgefangene erinnerte, um die kleinsten Häftlinge. Außerdem stellte Rosenbaumová die Choreographie zu Hans Krásas Kinderoper Brundibár auf die Beine und leitete vor Ort eine eigene kleine Bühnentruppe. Auch an Karel Švenks Bühnenaufführungen war die gebürtige Wienerin beteiligt. Mit einem der letzten Transporte wurde die Tänzerin und Choreographin am 23. Oktober 1944 nach Auschwitz deportiert. Angesichts ihrer guten Kondition überlebte sie die Lagerstrapazen und wurde zum Jahresbeginn 1945 zurück in das Ghetto Theresienstadt verlegt. Dort erlebte sie im Mai 1945 die Befreiung und kehrte anschließend nach Prag zurück. Karla Rosenbaumová starb dort am 26. Juli 1988, unmittelbar vor ihrem 80. Geburtstag.